# Сенотильо
Сенотильо (исп. Cenotillo) — небольшой городок в Мексике, штат Юкатан, входит в состав одноимённого муниципалитета и является его административным центром. Численность населения, по данным переписи 2010 года, составила 3272 человека.

## Общие сведения
Название Cenotillo с майяского языка можно перевести как небольшие сеноты, колодцы.
Поселение было основано в доиспанский период, а первое упоминание относится только к 1583 году, когда управлять поселением стали Диего Бургос и Диего Лопес де Рикальде. В XVII веке была построена церковь Святой Клары. В 1930 году поселению был присвоен статус вилья.